# Henrik Fisker

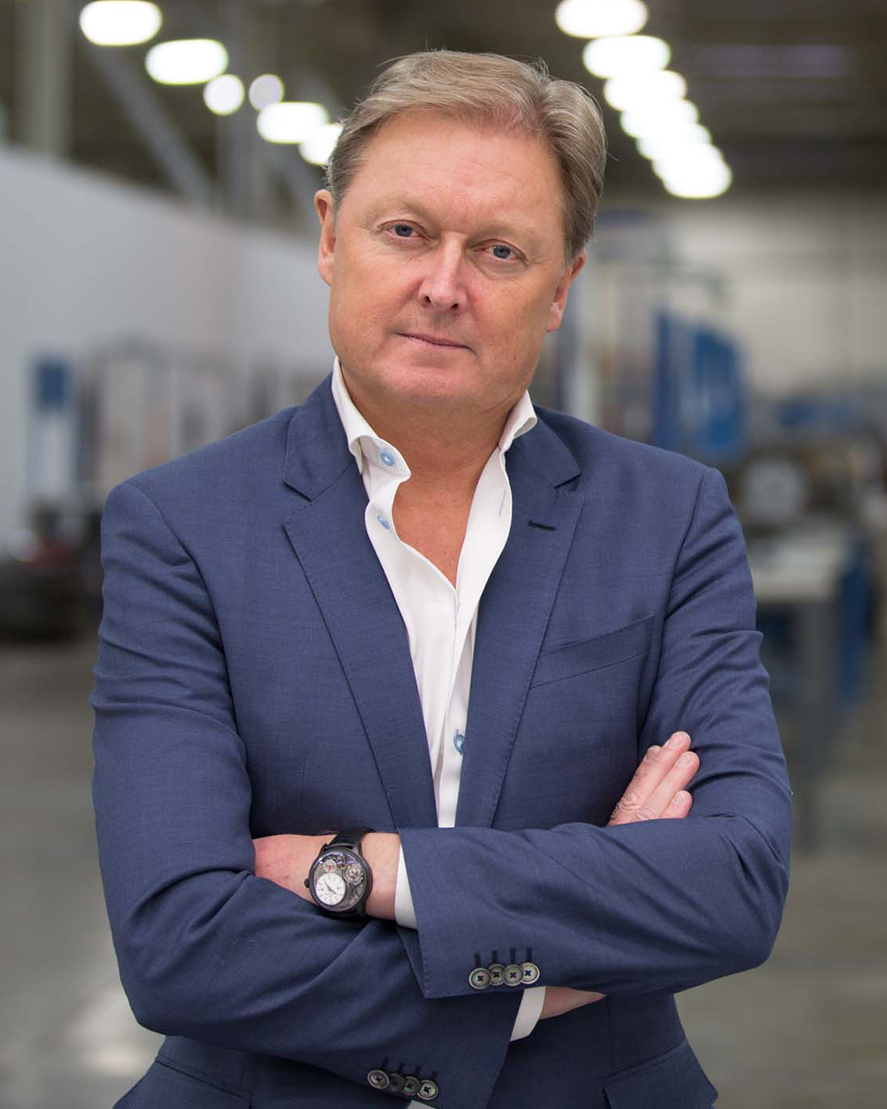
Henrik Fisker en 2016

Henrik Fisker (Allerød, Dinamarca, 1963) es un diseñador de automóviles y empresario residente en Los Ángeles, California.
Es conocido por los diseños de algunos modelos de lujo icónicos como por ejemplo el BMW Z8 o el Aston Martin DB9.

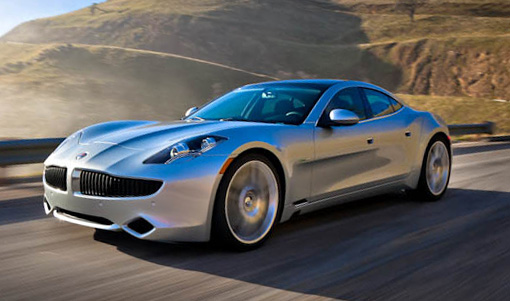
Fisker Karma

En 2007 fundó Fisker Automotive, un fabricante de automóviles cuyo único modelo fue el Fisker Karma, uno de los primeros vehículos híbridos eléctricos enchufables del mundo por el que recibió múltiples elogios y varios premios de diseño.
En 2016 fundó Fisker Inc., de nuevo otro fabricante de automóviles con el que prepara el lanzamiento del Fisker EMotion, un modelo totalmente eléctrico deportivo de lujo con altas prestaciones.